# Civilizace

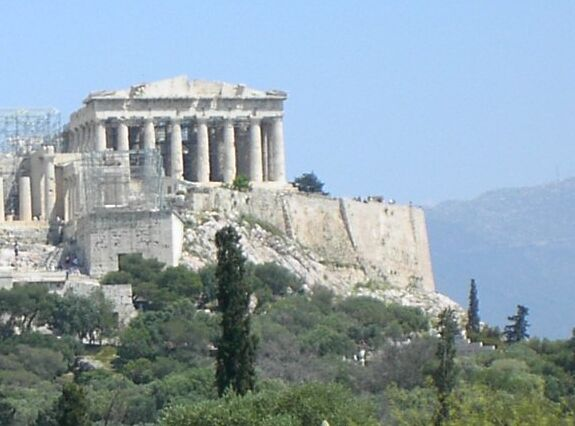
Parthenon v Athénách je příkladem řecké starověké civilizace

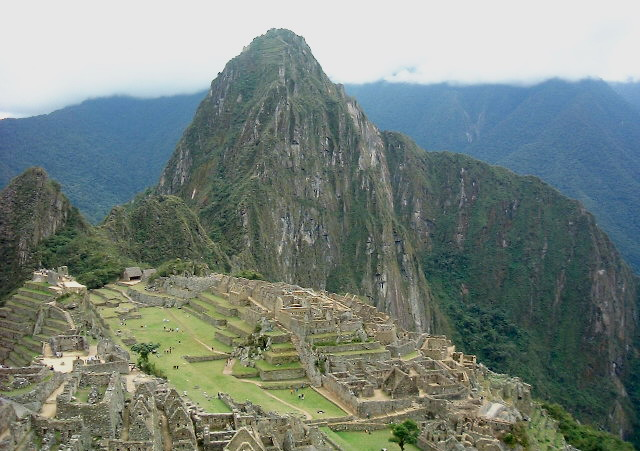
Ruiny Machu Picchu, „ztraceného města Inků,“ se staly významným symbolem civilizace Inků.

Civilizace (z latinského civis) je pojem označující vysokou úroveň duchovního a materiálního pokroku živočichů.
Z evolucionistického a marxistického hlediska se jedná o tu fázi vývoje lidstva, která následovala po období divošství a barbarství. Charakterizuje ji především vznik písma, měst, počátky státního zřízení, hutnictví a pokročilejší úroveň ekonomiky.
Může se také jednat o komplexní, sociálně rozvrstvenou společnost, která se skládá z velkého množství komunit žijících na jednom společném území. Tato společnost je řízena centrální vládou, která dokáže vybírat daně, sestavit vlastní armádu a přinutit své členy dodržovat zákony. V tomto případě splývá výraz civilizace se slovem stát, kde se ovšem nemusí vyskytovat všechny výše zmíněné prvky. První takové státy se objevily zhruba před 5500 lety v Mezopotámii nebo v údolí Indu. Civilizace vznikají u velkých řek, které vyžadují větší spolupráci (povodně, záplavy). Řeky (jako například Nil či Žlutá řeka) pak hrají v životě obyvatel velkou roli.
Termín civilizace má také stejný význam jako výraz kultura, i když někteří odborníci obsah těchto výrazů rozlišují. Civilizace je pro ně označení pro změny z hlediska vědeckého a technického, zatímco kultura se týká umění, náboženství a politiky. Další z definic popisuje civilizaci jako kvalitnější stupeň kultury, nahrazující předchozí, jednodušší fázi kulturního vývoje. Německý sociolog Norbert Elias v této souvislosti definuje historii jako civilizační proces směřující k větší racionalitě a sebekontrole.
Výraz civilizace rovněž označuje určité etapy vývoje lidských společenství, které jsou definovány vlastní kulturou nebo se vyznačují shodnými projevy na úrovni duchovní a materiální (např. egyptská či evropská civilizace). Během francouzského osvícenství bylo slovo civilizace synonymem pro společnost postavenou na principech spravedlnosti a rozumu.

## Definice
Anglický antropolog 19. století E. B. Tylor definoval civilizaci jako život ve městech, organizovaný vládou a usnadněný písmem. Zakoupený či odcizený nadbytek zdrojů umožňuje specializaci, neboli tzv. dělbu práce.
Současný americký antropolog John H. Bodley píše, že hlavní funkcí civilizace je organizace sítí ideologické, politické, ekonomické a vojenské moci, které pak rozdílně pomáhají privilegovaným domácnostem. Jinak řečeno, v civilizaci instituce jako církve, korporace a armády existují proto, aby přesouvaly zdroje a moc vládnoucím elitám.
Émile Durkheim definoval civilizaci jakožto "typ morálního prostředí, jež obsahuje jistý počet národů, jejichž jednotlivé národní kultury jsou pouze zvláštní formou kultury obecné".
Sociolog Norbert Elias civilizaci definoval jako proces racionalizace a humanizace společnosti, provázený stále vyšším stupněm sebeovládání jedinců i komunit, přičemž Elias ovšem nevylučoval, že v tomto procesu jsou zvraty a "kroky zpět", které ovšem považoval za nevyhnutelně dočasné.
Richard Thurnwald definoval civilizaci technologiemi a jejich postupnou kumulací.
Historik Arnold Joseph Toynbee zdůraznil, že jádrem každé civilizace je určitý světový názor, ať už náboženský, nebo filozoficko-politický. Z něho vyplývá sdílený mravní kodex, struktura institucí, orientace kulturní tvorby, společný životní styl a společné symboly. S korozí ústředního světového názoru se rozpadá i kodex, instituce, upadá tvorba, soudí Toynbee (rozlišoval civilizace hlavní, upadající a nezralé). Civilizace pak zanikne, anebo se přemění v civilizaci jinou, buď po určitém přeryvu (jaký lze vysledovat mezi civilizací antickou a křesťanskou), anebo dojde k dekonstrukci starého světového názoru a převzetí vlády nového takřka kontinuálním vývojem, jako při přechodu od civilizace křesťanské k moderní, založené více na filozoficko-politických konstruktech než náboženských. Proti tomu ovšem někteří teoretici soudí, že jádrem civilizace je koneckonců vždy náboženství (např. Střet civilizací Samuela Huntingtona). Toynbee rovněž zdůrazňoval, že civilizace je definovatelná její integrační schopností, civilizace je pro něj "to, co zahrnuje, aniž by bylo zahrnováno".
Fernand Braudel upozornil, že jistým světonázorovým konstruktem, kterým civilizace formuje sama sebe, je právě i definice civilizace a civilizovanosti (jakkoli pojem pochází až z 18. století a v minulosti se užívali jiné, například Řekové hovořili o oikúmené - ekumeně). Podle Braudela po většinu historie tento pojem odděloval od nějakého typu barbarů, tedy nějaké jinakosti za hranicemi, a sloužil k pěstování pocitu výlučnosti a nadřazenosti, a také ospravedlňoval násilí vůči vnějšku, které bylo chápáno obvykle jako jeho civilizování. Pro zamezení replikace této ideologie nadřazenosti badatelé obvykle užívají pojmu civilizace jen v plurálu a zdůrazňují rovnost různých civilizací.
Právě dotyk a střet jednotlivých civilizací je v 21. století nejen předmětem zájmu badatelů, ale slouží často i k samotné definici civilizace. Například teoretik mezinárodních vztahů Immanuel Wallerstein definoval civilizaci jako "specifické zřetězení světového názoru, zvyků, struktur a kultury (a to jak materiální, tak vysoké), které vytváří jistý druh historického celku, a jež koexistuje s jinými variantami tohoto fenoménu". Právě tato koexistence je přitom často klíčová, neboť dává civilizaci základní charakter (dobyvačnost, nasávání vlivů, přizpůsobivost atp.).
Značným předmětem zájmu badatelů byly v minulosti také zákonité a univerzální fáze vývoje každé civilizace. V současnosti převládá názor, že takové fáze určit nelze, ale například historik Carroll Quigley rozlišoval sedm takových stádií vývoje civilizace: míšení, těhotenství, expanze, éra konfliktů, stadium univerzální civilizace, úpadek a zničení invazí. Zároveň těmito fázemi civilizaci i definoval a určil, že v lidských dějinách existovalo šestnáct takových civilizací, plus přidal osm "kandidátů" na tento pojem. Ostatní badatelé se většinou shodli na nižším počtu historických civilizací, Matthew F. Melko ve své knize The Nature of Civilizations z roku 1969 jich nachází dvanáct, sedm zaniklých (mezopotámská, egyptská, krétská, antická, byzantská, mayská, incká) a pět dosud existujících (čínská, japonská, indická, západní a islámská). Samuel Huntington upozornil na možnost přidat civilizaci ruskou, africkou a latinoamerickou.

## Kritický postoj k civilizaci
Kritici civilizace existují už od pradávna. Různí poustevníci, asketi a mniši, a na východě taoisté, se snažili vytvořit život s odstupem od civilizace. Později, američtí transcendentalisté, ámišové, někteří mennonité a hutterité, a v dnešní době ochránci přírody a příznivci tzv. ekologické udržitelnosti se snaží najít cestu, jak civilizaci usměrnit jinam. Ještě radikálnější hlasy se vynořují mezi primitivisty, zelenými anarchisty, a anticivilizacionisty. Existuje i konzervativní kritika civilizace, například Oswald Spengler považoval civilizaci za jednu z fází cyklického vývoje kultury, a to fázi finální, „nejumělejší“, zkostnatělou a úpadkovou.

## Zánik civilizace
Často se traduje, že civilizaci zničila přírodní katastrofa, ale většinou je důvodem jiná civilizace. Například Mínojská civilizace nezanikla po katastrofické události na ostrově Santorini, ale později ji zničila Mykénská civilizace. Civilizace také rozvracely tzv. mořské národy a důsledkem tak mohlo být temné období. Civilizace také byly někdy rozvráceny tzv. necivilizovanými národy (barbaři), které způsobily například pád Západořímské říše. Mayskou civilizaci zničila evropská civilizace, ze které vznikla západní civilizace.

## Alternativní a hypotetické civilizace
V dílech některých filozofů a autorů vědecko-fantastické literatury se objevují myšlenky o hypotetických civilizacích jinde ve vesmíru nebo v jiné geologické době na planetě Zemi. Takovou civilizací je například hypotetická civilizace inteligentních dinosaurů (dinosauroidů), o které někteří paleontologové (například Dale Russell) spekulují (i když jen v podobě myšlenkového experimentu) již od přelomu 70. a 80. let 20. století.